# Eredivisie 2018-2019 (pallavolo maschile)
L'Eredivisie 2018-2019 si è svolta dal 6 ottobre 2018 al 12 maggio 2019: al torneo hanno partecipato 10 squadre di club olandesi e la vittoria finale è andata per la seconda volta all'Orion.

## Regolamento

### Formula
Le squadre hanno disputato un girone all'italiana, con gare di andata e ritorno, per un totale di diciotto giornate; al termine della regular season:
- Le prime sei classificate hanno acceduto alla Pool scudetto, dove hanno dato vita a un round-robin con gare di andate e ritorno per un totale di dieci giornate, dal quale le prime due classificate hanno acceduto alla finale scudetto, giocata al meglio delle cinque gare; le squadre qualificate hanno inoltre ricevuto un punteggio bonus: 5 punti alla prima classificata, 4 punti alla seconda classificata, 3 punti alla terza classificata, 2 punti alla quarta classificata, 1 punto alla quinta classificata e 0 punti alla sesta classificata.
- Le ultime tre classificate hanno acceduto alla Pool salvezza, dove hanno dato vita a un round-robin con gare di andate e ritorno per un totale di quattro giornate, dal quale l'ultima classificata è retrocessa in Topdivisie; le squadre qualificate hanno inoltre ricevuto un punteggio bonus: 2 punti all'ottava classificata, 1 punto alla nona classificata e 0 punti alla decima classificata..
- La formazione federale del Talent Team è esonerata sia dalla Pool scudetto che dalla Pool salvezza, qualunque sia il suo piazzamento al termine della regular season.

### Criteri di classifica
Se il risultato finale è stato di 3-0 o 3-1 sono stati assegnati 3 punti alla squadra vincente e 0 a quella sconfitta, se il risultato finale è stato di 3-2 sono stati assegnati 2 punti alla squadra vincente e 1 a quella sconfitta.
L'ordine del posizionamento in classifica è stato definito in base a:
- Numero di partite vinte;
- Punti;
- Ratio dei set vinti/persi;
- Ratio dei punti realizzati/subiti;
- Risultati degli scontri diretti.

## Squadre partecipanti
Al campionato di Eredivisie partecipano dieci squadre di club olandesi, tra le quali la neopromossa Sliedrecht; una squadra avente diritto, il Prins, ha cessato le proprie attività e visto la propria licenza ritirata dalla NeVoBo, che al suo posto ha ripescato il VoCASA.
| Club             | Città      | Impianto                                | Stagione precedente      |
| ---------------- | ---------- | --------------------------------------- | ------------------------ |
| Dynamo Apeldoorn | Apeldoorn  | Omnisport Apeldoorn, Apeldoorn          | 3ª in Eredivisie         |
| Lycurgus         | Groninga   | Alfa Sport Center, Groninga             | Campione dei Paesi Bassi |
| Orion            | Doetinchem | Saza Topsporthal Achterhoek, Doetinchem | 2ª in Eredivisie         |
| Sliedrecht       | Sliedrecht | Sporthal De Basis, Sliedrecht           | 1ª in Topdivisie         |
| SSS              | Barneveld  | Sportcentrum De Meerwaarde, Barneveld   | 5ª in Eredivisie         |
| Talent Team      | Arnhem     | Sporthal Valkenhuizen, Arnhem           | 7ª in Eredivisie         |
| Taurus           | Houten     | Sporthal De Kruisboog, Houten           | 4ª in Eredivisie         |
| VoCASA           | Nimega     | VoCASA-hal, Nimega                      | 2ª in Topdivisie         |
| Zaanstad         | Zaanstad   | Topsportcentrum De Koog, Zaanstad       | 8ª in Eredivisie         |
| Zwolle           | Zwolle     | Landstede Sportcentrum, Zwolle          | 6ª in Eredivisie         |

## Torneo

### Regular season

#### Risultati
| Prima giornata |                          |     |                                   |
|                |                          |     |                                   |
| 06-10          | Zwolle - Zaanstad        | 3-1 | 25-20, 20-25, 25-19, 25-19        |
| 06-10          | VoCASA - Taurus          | 3-1 | 25-22, 16-25, 25-21, 25-20        |
| 06-10          | Sliedrecht - Talent Team | 3-2 | 25-14, 20-25, 25-20, 22-25, 15-12 |
| 06-10          | Lycurgus - SSS           | 3-0 | 25-15, 25-16, 25-13               |
| 06-10          | Dynamo Apeldoorn - Orion | 2-3 | 14-25, 22-25, 25-13, 25-18, 16-18 |

| Seconda giornata |                                |     |                                   |
|                  |                                |     |                                   |
| 13-10            | Talent Team - Dynamo Apeldoorn | 2-3 | 25-20, 16-25, 21-25, 25-22, 12-15 |
| 13-10            | Zaanstad - SSS                 | 3-0 | 25-21, 27-25, 25-19               |
| 13-10            | Taurus - Lycurgus              | 0-3 | 17-25, 19-25, 19-25               |
| 13-10            | Orion - VoCASA                 | 3-1 | 25-20, 25-17, 23-25, 25-12        |
| 31-10            | Zwolle - Sliedrecht            | 0-3 | 14-25, 18-25, 20-25               |

| Terza giornata |                           |     |                                   |
|                |                           |     |                                   |
| 17-10          | SSS - Taurus              | 2-3 | 25-20, 25-16, 22-25, 20-25, 20-22 |
| 17-10          | VoCASA - Talent Team      | 3-2 | 25-18, 22-25, 20-25, 25-22, 16-14 |
| 17-10          | Dynamo Apeldoorn - Zwolle | 3-0 | 25-19, 25-10, 25-23               |
| 09-01          | Sliedrecht - Zaanstad     | 3-1 | 23-25, 25-19, 25-19, 25-20        |
| 13-01          | Lycurgus - Orion          | 1-3 | 20-25, 25-21, 23-25, 20-25        |

| Quarta giornata |                               |     |                                   |
|                 |                               |     |                                   |
| 20-10           | Zwolle - VoCASA               | 2-3 | 25-27, 25-21, 21-25, 25-15, 13-15 |
| 20-10           | Sliedrecht - Dynamo Apeldoorn | 2-3 | 18-25, 24-26, 25-22, 25-22, 11-15 |
| 20-10           | Talent Team - Lycurgus        | 1-3 | 19-25, 26-24, 22-25, 20-25        |
| 20-10           | Zaanstad - Taurus             | 0-3 | 21-25, 20-25, 22-25               |
| 20-10           | Orion - SSS                   | 3-0 | 25-15, 25-18, 25-21               |

| Quinta giornata |                             |     |                            |
|                 |                             |     |                            |
| 27-10           | VoCASA - Sliedrecht         | 0-3 | 17-25, 18-25, 21-25        |
| 27-10           | Taurus - Orion              | 1-3 | 29-31, 25-22, 18-25, 24-26 |
| 27-10           | Lycurgus - Zwolle           | 3-0 | 25-18, 25-18, 27-25        |
| 27-10           | Dynamo Apeldoorn - Zaanstad | 3-1 | 16-25, 25-18, 25-22, 25-17 |
| 27-10           | SSS - Talent Team           | 0-3 | 15-25, 23-25, 15-25        |

| Sesta giornata |                           |     |                                  |
|                |                           |     |                                  |
| 03-11          | Talent Team - Taurus      | 3-0 | 25-18, 25-19, 25-20              |
| 03-11          | Zwolle - SSS              | 2-3 | 25-22, 25-21, 23-25, 22-25, 7-15 |
| 03-11          | Sliedrecht - Lycurgus     | 3-0 | 25-23, 25-16, 25-23              |
| 03-11          | Dynamo Apeldoorn - VoCASA | 3-1 | 21-25, 25-20, 25-21, 25-17       |
| 04-11          | Zaanstad - Orion          | 1-3 | 25-14, 14-25, 21-25, 16-25       |

| Settima giornata |                             |     |                                   |
|                  |                             |     |                                   |
| 10-11            | VoCASA - Zaanstad           | 3-2 | 19-25, 22-25, 25-23, 25-15, 15-11 |
| 10-11            | SSS - Sliedrecht            | 1-3 | 14-25, 16-25, 25-19, 18-25        |
| 10-11            | Taurus - Zwolle             | 3-2 | 25-20, 20-25, 25-18, 22-25, 15-9  |
| 10-11            | Orion - Talent Team         | 1-3 | 25-23, 19-25, 23-25, 27-29        |
| 11-11            | Lycurgus - Dynamo Apeldoorn | 3-0 | 25-20, 25-23, 25-18               |

| Ottava giornata |                        |     |                            |
|                 |                        |     |                            |
| 17-11           | Zwolle - Orion         | 0-3 | 21-25, 20-25, 16-25        |
| 17-11           | VoCASA - Lycurgus      | 0-3 | 16-25, 16-25, 21-25        |
| 17-11           | Sliedrecht - Taurus    | 3-0 | 25-17, 25-19, 25-14        |
| 17-11           | Zaanstad - Talent Team | 1-3 | 25-27, 22-25, 25-21, 22-25 |
| 17-11           | Dynamo Apeldoorn - SSS | 3-1 | 23-25, 25-18, 25-22, 25-23 |

| Nona giornata |                           |     |                            |
|               |                           |     |                            |
| 24-11         | Talent Team - Zwolle      | 3-0 | 25-22, 25-13, 30-28        |
| 24-11         | SSS - VoCASA              | 3-0 | 26-24, 25-19, 25-23        |
| 24-11         | Taurus - Dynamo Apeldoorn | 3-1 | 25-16, 25-21, 23-25, 25-20 |
| 24-11         | Lycurgus - Zaanstad       | 3-0 | 25-16, 25-19, 29-27        |
| 24-11         | Orion - Sliedrecht        | 1-3 | 21-25, 25-13, 22-25, 18-25 |

| Decima giornata |                                |     |                                   |
|                 |                                |     |                                   |
| 08-12           | VoCASA - Orion                 | 1-3 | 25-19, 19-25, 28-30, 18-25        |
| 08-12           | Sliedrecht - Zwolle            | 3-0 | 25-15, 25-20, 25-15               |
| 08-12           | Lycurgus - Taurus              | 3-0 | 25-17, 25-19, 25-20               |
| 08-12           | Dynamo Apeldoorn - Talent Team | 2-3 | 25-16, 25-21, 23-25, 15-25, 12-15 |
| 08-12           | SSS - Zaanstad                 | 3-2 | 25-18, 25-23, 21-25, 22-25, 22-20 |

| Undicesima giornata |                           |     |                                  |
|                     |                           |     |                                  |
| 11-12               | Talent Team - VoCASA      | 3-0 | 25-19, 25-20, 25-18              |
| 12-12               | Zwolle - Dynamo Apeldoorn | 0-3 | 19-25, 16-25, 18-25              |
| 12-12               | Zaanstad - Sliedrecht     | 2-3 | 25-19. 25-21, 23-25, 24-26, 9-15 |
| 12-12               | Taurus - SSS              | 3-2 | 25-22, 23-25, 25-21, 14-25, 15-8 |
| 12-12               | Orion - Lycurgus          | 0-3 | 23-25, 19-25, 26-28              |

| Dodicesima giornata |                               |     |                            |
|                     |                               |     |                            |
| 15-12               | SSS - Orion                   | 0-3 | 22-25, 21-25, 21-25        |
| 15-12               | Taurus - Zaanstad             | 1-3 | 14-25, 24-26, 25-21, 21-25 |
| 15-12               | Dynamo Apeldoorn - Sliedrecht | 3-1 | 25-22, 18-25, 25-18, 25-22 |
| 15-12               | VoCASA - Zwolle               | 3-1 | 21-25, 25-19, 25-20, 25-18 |
| 31-01               | Lycurgus - Talent Team        | 3-0 | 25-20, 25-18, 25-22        |

| Tredicesima giornata |                             |     |                                  |
|                      |                             |     |                                  |
| 22-12                | Talent Team - SSS           | 3-0 | 25-12, 25-22, 25-23              |
| 22-12                | Zwolle - Lycurgus           | 0-3 | 11-25, 18-25, 18-25              |
| 22-12                | Sliedrecht - VoCASA         | 3-0 | 25-19, 25-12, 25-20              |
| 22-12                | Zaanstad - Dynamo Apeldoorn | 3-2 | 25-18, 17-25, 25-17, 21-25, 15-9 |
| 22-12                | Orion - Taurus              | 3-0 | 25-19, 25-16, 25-18              |

| Quattordicesima giornata |                           |     |                                   |
|                          |                           |     |                                   |
| 12-01                    | VoCASA - Dynamo Apeldoorn | 0-3 | 13-25, 21-25, 15-25               |
| 12-01                    | SSS - Zwolle              | 3-2 | 25-19, 29-27, 28-30, 20-25, 15-13 |
| 12-01                    | Taurus - Talent Team      | 1-3 | 20-25, 25-14, 22-25, 23-25        |
| 12-01                    | Lycurgus - Sliedrecht     | 3-1 | 27-25, 25-14, 25-27, 25-23        |
| 12-01                    | Orion - Zaanstad          | 3-0 | 25-17, 25-14, 25-23               |

| Quindicesima giornata |                             |     |                                  |
|                       |                             |     |                                  |
| 19-01                 | Zwolle - Taurus             | 0-3 | 17-25, 20-25, 16-25              |
| 19-01                 | Sliedrecht - SSS            | 3-0 | 25-20, 37-35, 25-14              |
| 19-01                 | Zaanstad - VoCASA           | 3-2 | 25-20, 21-25, 25-23, 22-25, 15-8 |
| 20-01                 | Talent Team - Orion         | 1-3 | 25-18, 18-25, 27-29, 22-25       |
| 20-01                 | Dynamo Apeldoorn - Lycurgus | 2-3 | 25-23, 28-30, 26-24, 19-25, 7-15 |

| Sedicesima giornata |                        |     |                                   |
|                     |                        |     |                                   |
| 26-01               | SSS - Dynamo Apeldoorn | 1-3 | 25-23, 14-25, 20-25, 18-25        |
| 26-01               | Taurus - Sliedrecht    | 2-3 | 25-22, 16-25, 21-25, 25-18, 10-15 |
| 26-01               | Lycurgus - VoCASA      | 3-0 | 25-23, 25-21, 25-14               |
| 26-01               | Orion - Zwolle         | 3-0 | 25-17, 25-15, 27-25               |
| 27-01               | Talent Team - Zaanstad | 3-1 | 27-29, 25-16, 26-24, 25-15        |

| Diciassettesima giornata |                           |     |                                   |
|                          |                           |     |                                   |
| 02-02                    | Zwolle - Talent Team      | 0-3 | 20-25, 19-25, 21-25               |
| 02-02                    | Sliedrecht - Orion        | 3-2 | 22-25, 18-25, 25-18, 25-18, 15-12 |
| 02-02                    | Dynamo Apeldoorn - Taurus | 3-0 | 25-23, 25-15, 25-20               |
| 02-02                    | VoCASA - SSS              | 3-2 | 25-17, 25-23, 19-25, 18-25, 15-12 |
| 03-02                    | Zaanstad - Lycurgus       | 3-1 | 25-20, 19-25, 25-17, 25-22        |

| Diciottesima giornata |                          |     |                                   |
|                       |                          |     |                                   |
| 09-02                 | Talent Team - Sliedrecht | 3-2 | 25-21, 15-25, 19-25, 26-24, 15-10 |
| 09-02                 | SSS - Lycurgus           | 0-3 | 19-25, 23-25, 19-25               |
| 09-02                 | Taurus- VoCASA           | 3-1 | 29-27, 25-20, 24-26, 25-21        |
| 09-02                 | Orion - Dynamo Apeldoorn | 0-3 | 20-25, 22-25, 23-25               |
| 10-02                 | Zaanstad - Zwolle        | 3-1 | 17-25, 25-22, 25-22, 25-18        |

##### Classifica
| Pos. | Squadra          | Pt | G  | V  | P  | SV | SP | Ratio | PF    | PS    | Ratio |
| ---- | ---------------- | -- | -- | -- | -- | -- | -- | ----- | ----- | ----- | ----- |
| 1.   | Lycurgus         | 44 | 18 | 15 | 3  | 47 | 13 |       | 1 461 | 1 232 |       |
| 2.   | Sliedrecht       | 40 | 18 | 14 | 4  | 48 | 23 |       | 1 624 | 1 433 |       |
| 3.   | Orion            | 39 | 18 | 13 | 5  | 43 | 23 |       | 1 546 | 1 406 |       |
| 4.   | Dynamo Apeldoorn | 38 | 18 | 12 | 6  | 45 | 27 |       | 1 612 | 1 490 |       |
| 5.   | Talent Team      | 37 | 18 | 12 | 6  | 44 | 26 |       | 1 589 | 1 509 |       |
| 6.   | Zaanstad         | 19 | 18 | 6  | 12 | 30 | 43 |       | 1 566 | 1 645 |       |
| 7.   | Taurus           | 19 | 18 | 7  | 11 | 27 | 41 |       | 1 452 | 1 538 |       |
| 8.   | VoCASA           | 15 | 18 | 6  | 12 | 24 | 46 |       | 1 438 | 1 614 |       |
| 9.   | SSS              | 12 | 18 | 4  | 14 | 21 | 48 |       | 1 435 | 1 609 |       |
| 10.  | Zwolle           | 7  | 18 | 1  | 17 | 13 | 52 |       | 1 291 | 1 538 |       |

| Pool scudetto | Pool salvezza |

### Pool scudetto

#### Risultati
| Prima giornata |                          |     |                                   |
|                |                          |     |                                   |
| 23-02          | Taurus - Lycurgus        | 1-3 | 11-25, 22-25, 25-17, 23-25        |
| 23-02          | Dynamo Apeldoorn - Orion | 3-2 | 25-20, 23-25, 25-19, 19-25, 16-14 |
| 24-02          | Zaanstad - Sliedrecht    | 2-3 | 25-22, 25-21, 19-25, 22-25, 13-15 |

| Seconda giornata |                             |     |                            |
|                  |                             |     |                            |
| 02-03            | Sliedrecht - Taurus         | 3-0 | 26-24, 25-19, 27-25        |
| 02-03            | Dynamo Apeldoorn - Zaanstad | 3-1 | 25-21, 25-17, 25-16        |
| 02-03            | Orion - Lycurgus            | 3-1 | 21-25, 25-20, 25-18, 25-22 |

| Terza giornata |                           |     |                                   |
|                |                           |     |                                   |
| 06-03          | Lycurgus - Sliedrecht     | 3-1 | 25-9, 22-25, 25-22, 25-18         |
| 06-03          | Zaanstad - Orion          | 2-3 | 17-25, 25-22, 25-16, 17-25, 14-16 |
| 06-03          | Taurus - Dynamo Apeldoorn | 0-3 | 19-25, 20-25, 15-25               |

| Quarta giornata |                             |     |                                   |
|                 |                             |     |                                   |
| 09-03           | Dynamo Apeldoorn - Lycurgus | 2-3 | 25-22, 18-25, 22-25, 27-25, 10-15 |
| 09-03           | Orion - Sliedrecht          | 3-2 | 25-22, 23-25, 25-20, 29-31, 15-6  |
| 10-03           | Zaanstad - Taurus           | 2-3 | 25-14, 18-25, 22-25, 25-18, 15-17 |

| Quinta giornata |                               |     |                            |
|                 |                               |     |                            |
| 16-03           | Sliedrecht - Dynamo Apeldoorn | 1-3 | 21-25, 23-25, 25-23, 22-25 |
| 16-03           | Taurus - Orion                | 0-3 | 24-26, 18-25, 18-25        |
| 16-03           | Lycurgus - Zaanstad           | 3-0 | 25-21, 28-26, 25-17        |

| Sesta giornata |                             |     |                                   |
|                |                             |     |                                   |
| 23-03          | Taurus - Sliedrecht         | 3-2 | 25-16, 18-25, 25-19, 20-25, 15-9  |
| 23-03          | Lycurgus - Orion            | 2-3 | 25-21, 17-25, 21-25, 25-21, 20-22 |
| 24-03          | Zaanstad - Dynamo Apeldoorn | 0-3 | 22-25, 19-25, 23-25               |

| Settima giornata |                           |     |                            |
|                  |                           |     |                            |
| 20-03            | Sliedrecht - Lycurgus     | 1-3 | 20-25, 25-15, 21-25, 13-25 |
| 27-03            | Orion - Zaanstad          | 3-0 | 26-24, 25-19, 25-15        |
| 27-03            | Dynamo Apeldoorn - Taurus | 3-0 | 25-20, 25-21, 25-14        |

| Ottava giornata |                             |     |                     |
|                 |                             |     |                     |
| 30-03           | Lycurgus - Dynamo Apeldoorn | 3-0 | 25-11, 25-23, 25-22 |
| 30-03           | Taurus - Zaanstad           | 3-0 | 25-18, 25-20, 26-24 |
| 30-03           | Sliedrecht - Orion          | 0-3 | 21-25, 12-25, 19-25 |

| Nona giornata |                               |     |                     |
|               |                               |     |                     |
| 06-04         | Zaanstad - Lycurgus           | 0-3 | 20-25, 19-25, 18-25 |
| 06-04         | Dynamo Apeldoorn - Sliedrecht | 3-0 | 25-13, 25-19, 27-25 |
| 06-04         | Orion - Taurus                | 3-0 | 25-20, 25-18, 25-13 |

| Decima giornata |                          |     |                                   |
|                 |                          |     |                                   |
| 13-04           | Sliedrecht - Zaanstad    | 0-3 | 22-25, 14-25, 19-25               |
| 13-04           | Lycurgus - Taurus        | 3-1 | 20-25, 25-19, 25-22, 25-17        |
| 13-04           | Orion - Dynamo Apeldoorn | 2-3 | 22-25, 20-25, 25-18, 25-21, 11-15 |

#### Classifica
| Pos. | Squadra          | Pt | G  | V | P | SV | SP | Ratio | PF  | PS  | Ratio |
| ---- | ---------------- | -- | -- | - | - | -- | -- | ----- | --- | --- | ----- |
| 1.   | Lycurgus         | 29 | 10 | 8 | 2 | 27 | 12 |       | 907 | 806 |       |
| 2.   | Orion            | 26 | 10 | 8 | 2 | 28 | 13 |       | 939 | 828 |       |
| 3.   | Dynamo Apeldoorn | 25 | 10 | 8 | 2 | 26 | 11 |       | 845 | 768 |       |
| 4.   | Sliedrecht       | 11 | 10 | 2 | 8 | 13 | 26 |       | 792 | 904 |       |
| 5.   | Taurus           | 7  | 10 | 3 | 7 | 11 | 25 |       | 730 | 827 |       |
| 6.   | Zaanstad         | 7  | 10 | 1 | 9 | 9  | 27 |       | 741 | 821 |       |

| Finale scudetto |

### Finale
| Gara 1 |                  |     |                            |
|        |                  |     |                            |
| 21-04  | Lycurgus - Orion | 3-1 | 13-25, 25-23, 25-14, 25-19 |

| Gara 2 |                  |     |                                   |
|        |                  |     |                                   |
| 28-04  | Orion - Lycurgus | 3-2 | 25-20, 23-25, 22-25, 25-21, 15-12 |

| Gara 3 |                  |     |                                   |
|        |                  |     |                                   |
| 01-05  | Lycurgus - Orion | 2-3 | 25-17, 25-13, 23-25, 29-31, 11-15 |

| Gara 4 |                  |     |                                  |
|        |                  |     |                                  |
| 05-05  | Orion - Lycurgus | 2-3 | 21-25, 27-25, 25-19, 16-25, 5-15 |

| \| Gara 5 \| \| \| \| \| \| \| \| \| \| 12-05 \| Lycurgus - Orion \| 2-3 \| 25-21, 25-22, 32-34, 23-25, 14-16 \| |                  |     |                                   |
| Gara 5 |                  |     |                                   |
| |                  |     |                                   |
| 12-05 | Lycurgus - Orion | 2-3 | 25-21, 25-22, 32-34, 23-25, 14-16 |

### Pool salvezza

#### Risultati
| Prima giornata |              |     |                                   |
|                |              |     |                                   |
| 28-02          | Zwolle - SSS | 2-3 | 25-22, 26-28, 25-20, 13-25, 13-15 |

| Seconda giornata |                 |     |                                  |
|                  |                 |     |                                  |
| 09-03            | VoCASA - Zwolle | 3-2 | 25-22, 14-25, 14-25, 25-22, 15-9 |

| Terza giornata |              |     |                                   |
|                |              |     |                                   |
| 16-03          | SSS - VoCASA | 3-2 | 25-18, 16-25, 25-21, 26-28, 15-11 |

| Quarta giornata |                 |     |                            |
|                 |                 |     |                            |
| 23-03           | Zwolle - VoCASA | 1-3 | 14-25, 25-23, 25-27, 24-26 |

| Quinta giornata |              |     |                                   |
|                 |              |     |                                   |
| 31-03           | VoCASA - SSS | 2-3 | 25-22, 18-25, 21-25, 25-18, 21-23 |

| Sesta giornata |              |     |                                  |
|                |              |     |                                  |
| 06-04          | SSS - Zwolle | 3-2 | 25-18, 25-15, 23-25, 21-25, 15-9 |

#### Classifica
| Pos. | Squadra | Pt | G | V | P | SV | SP | Ratio | PF  | PS  | Ratio |
| ---- | ------- | -- | - | - | - | -- | -- | ----- | --- | --- | ----- |
| 8.   | SSS     | 9  | 4 | 4 | 0 | 12 | 8  |       | 439 | 407 |       |
| 9.   | VoCASA  | 9  | 4 | 2 | 2 | 10 | 9  |       | 407 | 411 |       |
| 10.  | Zwolle  | 3  | 4 | 0 | 4 | 7  | 12 |       | 385 | 413 |       |

| Retrocessa |

## Classifica finale
| Pos | Squadra          | Verdetto              |
| --- | ---------------- | --------------------- |
| 1   | Orion            | Coppa CEV 2019-20     |
| 2   | Lycurgus         | Challenge Cup 2019-20 |
| 3   | Dynamo Apeldoorn | Coppa CEV 2019-20     |
| 4   | Sliedrecht       |                       |
| 5   | Taurus           |                       |
| 6   | Zaanstad         |                       |
| 7   | Talent Team      |                       |
| 8   | SSS              |                       |
| 9   | VoCASA           |                       |
| 10  | Zwolle           | Topdivisie 2019-20    |